# The Humpers
I The Humpers sono stati un gruppo garage punk statunitense formatosi nel 1989 e capitanato da Scott "Deluxe" Drake, ex The Suicide Kings. Durante la sua attività, il quartetto ha pubblicato due album studio con la Sympathy for the Record Industry e tre per la Caroline/Epitaph.
Gli Humpers, insieme a The Lazy Cowgirls, The Red Aunts, Trash Can School e Claw Hammer, furono parte della cosiddetta garage punk renaissance di Los Angeles durante gli anni novanta, favorita da club come il Raji's ad Hollywood e il Bogart's a Long Beach. Il gruppo subiva principalmente l'influenza di formazioni come Dead Boys e The Pagans.

## Storia dei The Humpers
Il gruppo vide la luce grazie a Scott Drake, che lo formò tra il 1989 ed il 1990 a Long Beach, in California, assieme al batterista Jimi Silveroli e il chitarrista Jeff Fieldhouse, ai quali si unì poi l'altro Suicide Kings, Bill Warman. Nei primi anni di attività la band si fece conoscere principalmente nei circuiti punk rock. Nel 1990 pubblicarono il loro primo album per l'etichetta jugoslava Slušaj Najglasnije! che si intitolava My Machine. In seguito all'album si unì alla band il bassista Billy Burks completando così la formazione ed il sound che li caratterizzerà in seguito.
Sempre per la Slušaj Najglasnije! uscì nel 1992 l'album War Is Hell, per poi firmare l'anno successivo con l'etichetta indipendente statunitense Sympathy For The Record Industry. Nel 1993 su questo marchio uscì Positively Sick On 4th Street e nel 1994 Journey To The Center Of Your Wallet e nel 1996 Contractual Obligation.
Nel 1996, complice anche il momento storico che vedeva la grande esplosione del pop punk e del punk revival, la band entrò nella scuderia major Epitaph Records, confezionando l'album Live Forever Or Die Young. A questo seguirono Plastique Valentine
(Epitaph, 1997) e Euphoria, Confusion, Anger And Remorse (Epitaph, 1998).
Dopo lo scioglimento, avvenuto nel 1999, hanno suonato assieme in occasione di alcune reunion. Successivamente, Scott Drake e Jeff Fieldhous fondarono un nuovo gruppo, il Lovesores, a Portland, in Orlando.
Venti anni dopo lo scioglimento degli Humpers, vengono passate in radio garage rock e hardcore le loro canzoni e i loro album.

## Formazione
- Scott Drake - voce, chitarra[8]
- Jeff Fieldhouse - chitarra, seconda voce
- Bill Warman - basso
- Jimi Silveroli - batteria

## Discografia

### Album in studio
- 1990 - My Machine
- 1993 - Positively Sick on 4th Street
- 1994 - Journey to the Center of Your Wallet
- 1996 - Live Forever or Die Trying
- 1997 - Plastique Valentine
- 1998 - Euphoria, Confusion, Anger, Remorse

### EP
- 1996 - Contractual Obligation
- 1996 - The Dionysus Years

### Singoli
- 1991 - Hey Shadow
- 1991 - Baby '89
- 1993 - Space Station Love
- 1994 -  Fast, Fucked And Furious
- 1994 - Sarcasmatron
- 1995 - Dead Last
- 1996 - Mutate With Me
- 1996 - Plastique Valentine
- 1997 - California Sun
- 1998 - Live In Stanton

### Partecipazioni
- AA.VV. Happy Birthday, Baby Jesus
- AA.VV. Happy Birthday, Baby Jesus Vol. 1&2
- AA.VV. Hodge Podge & Barrage From Japan Vol.3
- AA.VV. Assassins Of Silence/Hundred-Watt Violence
- AA.VV. Punk Uprisings CD
- AA.VV. Punk-O-Rama Vol. 2
- AA.VV. RAFR Vol II
- AA.VV. Their Sympathetic Majesties Request, A Decade Of Obscurity And Obsolescence 1988 - 1998
- AA.VV. Punk-O-Rama Vol. 3
- AA.VV. Goin' After Pussy Trasers And Tidbits
- AA.VV. Extreme Championship Punk
- AA.VV. Heads Will Roll
- AA.VV. Their Sympathetic Majesties Request: Volume 2